# ستوق بغرا خان
ستوق بغراخان (توفي عام 955 م)هو أحد حكام الإمبراطورية القراخانية، تولي الحكم في 934 م ووقد كانت هذه الإمبراطورية تقع في بلاد ماوراء النهر وقد كانت تضم أجزاء من تركستان الشرقية والغربية.
يعد من أوائل الأتراك الذين اعتنقوا الإسلام، وقد كان انتشار الإسلام حينها في تلك المناطق بطيئاً، ولكن عندما أسلم ستوق بغراخان في عام 323 هـ أسلمت 200,000 ألف عائلة في تلك المنطقة مما يعني قرابة المليون شخص وقام بجعل الإسلام الدين الرسمي للدولة.

## قصة إسلامه

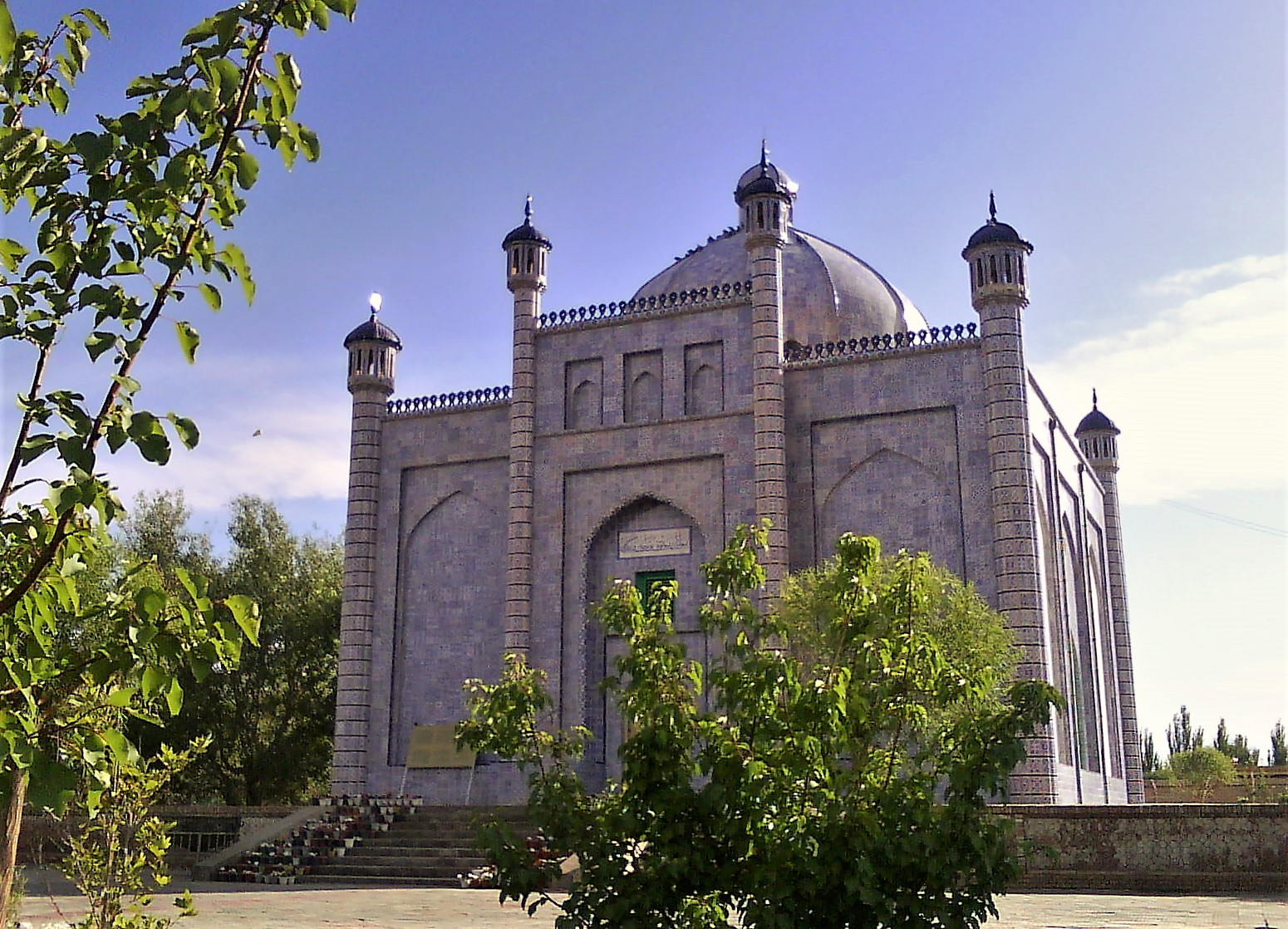
قبر السلطان ستوق بغرا خان، أول خان مسلم، في أرتوش، شينجيانغ

وفقًا لرواية منجم باشي، استنادًا إلى تقليد نشأ في نهاية المطاف من مبعوث القراخانيون في عام 1105 إلى البلاط العباسي، كان أول من اعتنق الإسلام تحت تأثير فقيه من بخارى. وفقًا لتذكرة بغرا خان (مخطوطة في جغتاي)، اعتنق ستوق الإسلام عندما كان في الثانية عشرة من عمره. درس الإسلام من قبل التاجر الساماني أبو النصر من بخارى. صادَق أبو النصر «أوغولتشاك خان» (خان كاشغر، عم ستوق وزوج والدته)، وحصل على تصريح خاص لبناء مسجد في بلدة أرتوكس خارج كاشغر. هنا كان ستوق يأتي غالبًا لمشاهدة وصول القوافل. عندما رأى ستوق نصر ومسلمين آخرين يؤدون صلاتهم اليومية، أصبح فضوليًا وتلقى تعاليمهم في الدين الإسلامي.
أبقى ستوق إيمانه سراً عن الملك، لكنه أقنع أصدقاءه بالتحول. ومع ذلك، عندما سمع الملك (أوغولتشاك خان) أن ستوق قد أسلم، طالب (بموجب نصيحة والدة ستوق) ستوق ببناء معبد لإظهار أنه لم يغير دينه. نصح أبونصر ستوق بأن يتظاهر ببناء معبد ولكن بنية بناء مسجد في قلبه. وبعد أن رأى الملك ستوق يبدأ في بناء الهيكل، أوقفه معتقداً أنه لم يغير دينه. بعد ذلك، حصل ستوق على فتوى تسمح له فعليًا بقتل الملك (زوج والدته أوغولتشاك خان)، وبعد ذلك غزا كاشغر.